# Cyanocorax affinis
Cyanocorax affinis е вид птица от семейство Вранови (Corvidae).

## Разпространение
Видът е разпространен във Венецуела, Колумбия, Коста Рика и Панама.